# Laxtjärnen (Arvidsjaurs socken, Lappland, 730329-165133)
Laxtjärnen är en sjö i Arvidsjaurs kommun i Lappland och ingår i Piteälvens huvudavrinningsområde. Sjön har en area på 0,0721 kvadratkilometer och ligger 500,2 meter över havet. Laxtjärnen ligger i Reivo Natura 2000-område.

## Delavrinningsområde
Laxtjärnen ingår i det delavrinningsområde (730463-165187) som SMHI kallar för Mynnar i Abmoälven. Medelhöjden är 555 meter över havet och ytan är 10,79 kvadratkilometer. Det finns inga avrinningsområden uppströms utan avrinningsområdet är högsta punkten. Vattendraget som avvattnar avrinningsområdet har biflödesordning 3, vilket innebär att vattnet flödar genom totalt 3 vattendrag innan det når havet efter 216 kilometer. Avrinningsområdet består mestadels av skog (82 procent) och sankmarker (17 procent). Avrinningsområdet har 0,07 kvadratkilometer vattenytor vilket ger det en sjöprocent på 0,7 procent.